# ريتشارد مارتن ويست
ريتشارد مارتن ويست (بالدنماركية: Richard M. West)‏ هو عالم فلك دنماركي، ولد في 10 فبراير 1941 في الدنمارك في مملكة الدنمارك.